# Abbo (Bischof von Saintes)
Abbo  († vor 999) war Ende des 10. Jahrhunderts Bischof von Saintes.
Am 1. Juni 989 nahm Abbo an dem unter dem Vorsitz des Erzbischofs Gombaud von Bordeaux in der Abtei Charroux abgehaltenen Konzil teil, bei dem u. a. durch Androhung der Exkommunikation von Kirchenschändern und Angreifern unbewaffneter Geistlicher erstmals die Durchsetzung des Gottesfriedens verkündet wurde. 990 war Abbo bei der Weihe des Bischofs Alduin von Limoges anwesend. Spätestens 999 übernahm Islus das Bischofsamt von Saintes.